# Kamoya Kimeu
Kamoya „Mac“ Kimeu (* um 1939 in Kilungu Kikoko, Machakos District, Kronkolonie Kenia; † 20. Juli 2022 in Nairobi) war ein kenianischer Paläoanthropologe. Er entdeckte zahlreiche Fossilien früher Vorfahren des anatomisch modernen Menschen (Homo sapiens) in Kenia und Tansania oder war an deren Entdeckung beteiligt. Kimeu arbeitete eng mit Louis Leakey und Richard Leakey zusammen. In einem Nachruf schrieb Bernard Wood, Kimeu habe für zwei Generationen der Familie Leakey deren Feldarbeit geleitet und sei als Finder bedeutender früher Fossilien „unübertroffen“.

## Leben

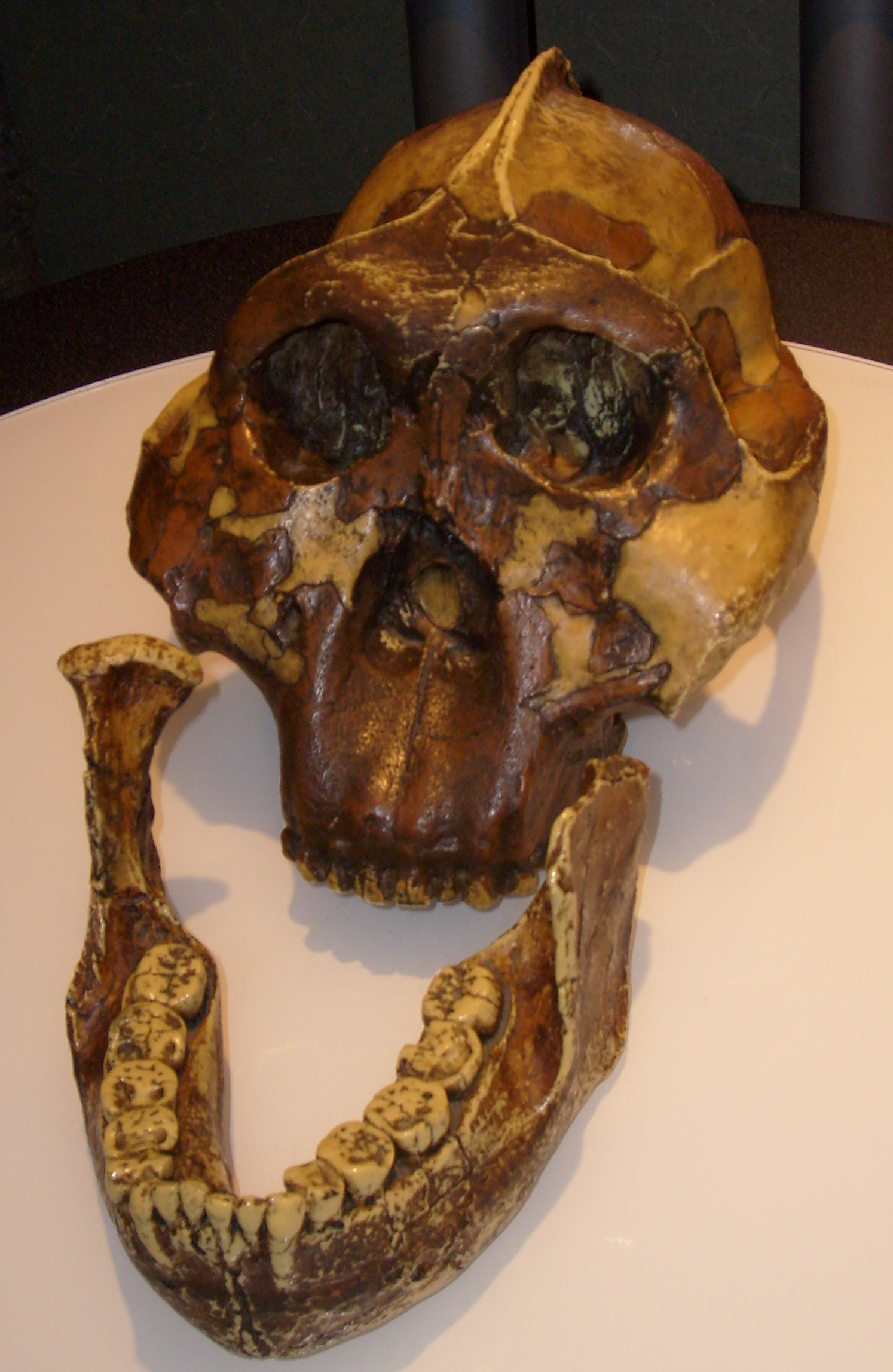
Von Kimeu entdeckter Unterkiefer Peninj 1 von Paranthropus boisei (abgebildet mit dem nicht zusammengehörigen Schädel OH 5)

Kamoya Kimeu gehörte zur Volksgruppe der Kamba, sein Geburtsjahr hat er nur näherungsweise gekannt. Er arbeitete zunächst als landwirtschaftlicher Hilfsarbeiter auf der Farm eines britischen Siedlers in Kiima Kiu, Makueni District.
Die Karriere von Kamoya Kimeu begann Anfang der 1960er-Jahre, als Louis Leakey in Kenia ein Team von einheimischen Helfern zusammenstellte, die darin geschult wurden, aus dem Erdreich erodierte Fossilien zu entdecken. Dieses Team trug den inoffiziellen Namen „Hominid Gang“ (Hominiden-Gang), und zwar sowohl aufgrund der gesuchten Fossilien als auch aufgrund der Zuverlässigkeit, mit der diese Gruppe – zu deren Leiter und Ausbilder Kimeu wurde – den Boden absuchte. Sie entdeckten eine beträchtliche Anzahl von versteinerten Knochen, die dazu beitrugen, die Stammesgeschichte des Menschen zu rekonstruieren. Kimeu entdeckt beispielsweise 1964 das Fossil Peninj 1, einen Unterkiefer von Paranthropus boisei (siehe Abbildung), aus dessen Bau Louis Leakey ableitete, dass diese Art – anders als damals vermutet wurde – nicht zu den direkten Ahnen des Menschen gehört. 1973 entdeckte Kimeu den bislang vollständigsten Schädel von Homo habilis, das Fossil KNM-ER 1813. Kimeu setzte seine Tätigkeit später unter Richard Leakey fort und wurde unter anderem 1984 Entdecker des ersten Fragments vom Nariokotome-Jungen, des nahezu vollständigen Skeletts eines beim Tod vermutlich etwa 8- bis 9-jährigen Homo erectus, dessen Alter auf ca. 1,5 Mio. Jahre datiert wurde. Ein Jahr zuvor hatte er das rund 1,7 Millionen Jahre alte, weibliche Skelett KNM-ER 1808 eines Homo erectus entdeckt, das die für Hypervitaminose A  typischen Formen von Knochenmissbildungen aufwies, verursacht vermutlich durch den Verzehr extrem großer Mengen von Leber. In Abwesenheit der offiziellen Leiter der Feldstudien (zuletzt Richard Leakey und Glynn Isaac) war Kimeu jeweils der de-facto-Leiter der Feldcamps, von 1977 bis zum Ruhestand im Jahr 1993 war er zudem als Kurator der National Museums of Kenya für die Sammlungen aus den kenianischen Fossilien-Fundstätten zuständig.
Kamoya Kimeu starb am 20. Juli 2022 in einem Krankenhaus in Kenias Hauptstadt an den Folgen einer Lungenentzündung und eines Nierenversagens. Er hinterließ seine Ehefrau Mary Mbiki und sechs Kinder.

## Ehrungen
1967 entdeckte Kimeu im Verlauf der International Omo Research Expedition die später nach ihm benannte Fundstätte KHS („Kamoya’s Hominid Site“), aus der kurz darauf die Fossilien Omo 1 und Omo 2 geborgen wurden.
Die National Geographic Society verlieh ihm 1985 die John-Oliver-LaGorce-Medaille, die zuvor u. a. der Polarforscher Robert Peary und die Flugpionierin Amelia Earhart erhalten hatten; die Medaille wurde ihm durch US-Präsident Ronald Reagan im Weißen Haus überreicht, „was kein schlechtes Kompliment für einen Autodidakten, den Sohn eines M'kamba-Kleinbauern“ war.
Im Mai 2021 wurde „der älteste Fossilien-Forscher Kenias“ und „einer der erfolgreichsten Fossiliensucher der Welt“ von der Case Western Reserve University mit einem Ehrendoktorat ausgezeichnet.
Kimeu zu Ehren wurden ferner eine Gattung und eine Art der Primaten benannt: Kamoyapithecus hamiltoni und Cercopithecoides kimeui.

## Belege
1. 1 2 3 4   Bernard Wood: Kamoya Kimeu (c.1939–2022): Fossil finder and field-worker extraordinaire. In: Evolutopnary Anthropology. Online-Vorabveröffentlichung vom 11. Dezember 2022, doi:10.1002/evan.21969.
2. ↑  Alan Walker, Michael R. Zimmerman, Richard Leakey: A possible case of hypervitaminosis A in Homo erectus. In: Nature. Band 296, 1982, S. 248–250, doi:10.1038/296248a0.
3. ↑  Clay Risen: Kamoya Kimeu, Fossil-Hunting ‘Legend’ in East Africa, Is Dead. (Memento vom 11. August 2022 im Internet Archive). Im Original publiziert in:  The New York Times vom 11. August 2022.
4. ↑  Eintrag KHS in: Bernard Wood: Wiley-Blackwell Encyclopedia of Human Evolution. Wiley-Blackwell, 2011, ISBN 978-1-4051-5510-6.
5. ↑  Alan Walker, Pat Shipman: Turkana-Junge. Auf der Suche nach dem ersten Menschen. Galila Verlag, Etsdorf am Kamp 2011, S. 17, ISBN 978-3-902533-77-7.
6. ↑  Honour finds Kenya’s oldest fossil hunter Kamoya Kimeu. Auf: theeastafrican.co.ke vom 18. Juli 2021, zuletzt abgerufen am 12. August 2022.

| Personendaten    | Personendaten                                              |
| ---------------- | ---------------------------------------------------------- |
| NAME             | Kimeu, Kamoya                                              |
| ALTERNATIVNAMEN  | Mac (Spitzname)                                            |
| KURZBESCHREIBUNG | kenianischer Paläoanthropologe, Assistent von Louis Leakey |
| GEBURTSDATUM     | um 1939                                                    |
| GEBURTSORT       | Makueni County, Kronkolonie Kenia                          |
| STERBEDATUM      | 20. Juli 2022                                              |
| STERBEORT        | Nairobi                                                    |